# Poroisariopsis armillata
Poroisariopsis armillata är en svampart som först beskrevs av S.C. Jong & E.F. Morris, och fick sitt nu gällande namn av M. Morelet 1971. Poroisariopsis armillata ingår i släktet Poroisariopsis, divisionen sporsäcksvampar och riket svampar.   Inga underarter finns listade i Catalogue of Life.